# Clotilde Tambroni

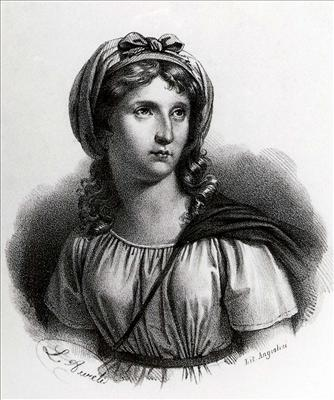
Gravur von Lodovico Aureli, 19. Jhd.

Clotilde Tambroni (* 29. Juni 1758 in Bologna; † 2. Juni oder 4. Juni 1817 ebenda) war eine italienische Philologin, Linguistin und Dichterin. Sie war von 1793 bis 1798 und wieder von 1800 bis 1808 Professorin am Lehrstuhl für Particulae Graecae (anfänglich als Lehrstuhl für Griechische Sprache, später für Griechisch und Literatur genannt) an der Universität Bologna. Es gelang ihr, die institutionelle Anerkennung durch eine Universität zu erreichen, lange bevor Frauen in vielen Teilen der Welt überhaupt eine Universität besuchen konnten. Neben ihrer Muttersprache Italienisch beherrschte sie fließend Französisch, Englisch und Spanisch.

## Leben
Tambroni wurde als Tochter von Paolo Tambroni, einem Koch im Kloster von San Procolo, und Rosa Muzzi geboren. Sie hatte mindestens einen Bruder, den Archäologen, Kunstkritiker und Diplomaten Giuseppe Tambroni. Als ihre Lehrer sind  Manuel Rodríguez Aponte, Jesuit und Lehrer für griechische Sprache an der Universität von 1790 bis 1800, und Juan Bautista Colomés, ebenfalls Jesuit und Schriftsteller von Tragödien und Melodramen, überliefert.
1790 wurde Tambroni durch Niccolò Fava Ghisilieri  in die Accademia degli Inestricati und 1792 unter dem Pseudonym „Doriclea Sicionia“ auch in die Accademia dell’Arcadia aufgenommen. Obwohl sie keine Möglichkeit hatte, einen akademischen Grad zu erlangen, wurde ihr am 23. November 1793 durch den Senat von Bologna der Lehrstuhl für griechische Sprache übertragen. Im europäischen Kontext ungewöhnlich gab es aber gegen Ende des 18. Jahrhunderts an der Universität Bologna mehrere weibliche Professoren (zum Beispiel Laura Bassi, Maria Dalle Donne, Anna Morandi Manzolini oder Maria Gaetana Agnesi). Dies führte einerseits eine Tradition aus dem Mittelalter fort, wonach dort bereits im Mittelalter Frauen gelehrt hatten, zum anderen passte die Berufung zum durch die Kurie und den Bologneser Kardinal Prospero Lambertini (später Benedikt XIV.) geförderten Weg, dem libertären Feminismus mit dem Ideal einer kultivierten und zugleich mit vorbildlichen christlichen Tugenden ausgestatteten Frau entgegenzutreten. Tambroni soll dies perfekt verkörpert haben.
1797 musste ihre Freundin Georgiana Hare-Naylor nach England zurückkehren, da ihr Schwiegervater gestorben war. Georgiana vertraute ihre Kinder Tambroni und Aponte an.
Nachdem sie 1798 ihre Stellung verloren hatte, weil sie sich weigerte, der neuen Cisalpinischen Republik die Treue zu schwören, arbeitete sie in Spanien als Wissenschaftlerin an der Seite von Aponte und wurde in die Real Academia Española assoziiert.
Ungeachtet ihrer politischen Einstellungen wurde sie im September 1799 wieder als Lehrstuhlinhaberin für griechische Sprache und Literatur aufgenommen und erhielt 1804 eine größere Gehaltserhöhung.
Als der Lehrstuhl für Griechisch im Zuge der napoleonischen Reformen, die die Lehre der Naturwissenschaften gegenüber den Literaturwissenschaften privilegierten, abgeschafft werden sollte, hielt Tambroni am 11. Januar 1806 an der Universität eine Rede, in der sie argumentierte, dass die Entwicklung der Wissenschaften nie von der der Literatur getrennt gewesen sei, und verwies auf die ewige Funktion der Poesie (ein Topos, der zu dieser Zeit sehr populär war). Sie lobte die aktuellen Machthaber in Bologna und die Bologneser Kultur und verglich sie mit dem klassischen Athen. Der Kampf um das Überleben der Literaturwissenschaft war dabei offenbar wichtiger als politische Überzeugungen. Die Rede hatte keine Wirkung: Mit einem Dekret vom 15. November 1808 wurde der Griechischunterricht aufgehoben und Tambroni in den Ruhestand versetzt; der Lehrstuhl wurde 1814 von Joachim Murat wieder eingerichtet, aber sie nahm – vor allem wegen ihrer prekären Gesundheit – den Unterricht nicht wieder auf.
Sie verkehrte im Salon der Gräfin Teresa Carniani Malvezzi (später auch eine Freundin von Giacomo Leopardi) und stand mit vielen Persönlichkeiten ihrer Zeit in Kontakt, darunter Jean-Baptiste Gaspard d’Ansse de Villoison, Richard Porson und Friedrich August Wolf. Sie wurde Mitglied diverser weiterer wissenschaftlicher Akademien.
Nach ihrem Tod 1817 wurde sie mit einiger öffentlicher Aufmerksamkeit auf dem Cimitero Monumentale della Certosa di Bologna beerdigt. Die Grabrede wurde durch den Kanoniker Filippo Schiassi, ebenfalls Lehrstuhlinhaber an der Universität, gehalten. Er verfasste auch zwei Gedenkinschriften, eine auf dem Grabmal, die andere in der Aula Magna der Universität. Adamo Tadolini, ein Schüler von Canova, der mit der Familie Tambroni befreundet war, schuf die Marmorbüste des Grabmals. Sie erhielt eine ausführliche Widmung von Ireneo Affò in seinem Band Ragionamento Del Padre.

## Schriften (Auswahl)
- Per le faustissime nozze del nobil uomo il signor conte Niccolo Fava Ghisilieri colla nobil donna la signora Gaetana Marescotti Berselli. Versi di Clotilde Tambroni colla traduzione parafrasata della medesima, Bodoni, Parma 1792.
- Pel felice parto della nobil donna signora contessa Susanna Jenisson Walworth Spencer. Ode greco-italiana, Stamperia S. Tommaso d’Aquino, Bologna 1792.
- Per la ricuperata salute dell’em.mo e rev.mo signor cardinale d. Andrea Gioannetti degnissimo arcivescovo di Bologna. Ode pindarica, Stamperia S. Tommaso d’Aquino, Bologna 1793.
- Al nobile ed eccelso signor conte senatore Ferdinando Marescalchi Fava pel quinto solenne suo ingresso al gonfalonierato di giustizia della città e popolo di Bologna. Ode saffica greca, Bodoni, Parma 1794.
- In onore del celebre tipografo Giambattista Bodoni. Elegia greca, Bodoni, Parma 1795.
- In lode del feld-maresciallo conte di Clairfait. Ode, Stamperia S. Tommaso d’Aquino, Bologna 1796.